# Alex DeJohn
Alex DeJohn (sinh ngày 10 tháng 5 năm 1991) là một cầu thủ bóng đá người Hoa Kỳ thi đấu cho câu lạc bộ Thụy Điển Dalkurd FF ở vị trí hậu vệ. Anh từng thi đấu cho Old Dominion University và cũng thi đấu cho Central Jersey Spartans tại USL Premier Development League, trước khi bắt đầu sự nghiệp chuyên nghiệp ở Phần Lan cùng với Ekenäs IF.

## Thống kê sự nghiệp
Tính đến trận đấu diễn ra ngày 6 tháng 11 năm 2016
| Câu lạc bộ          | Mùa giải            | Giải vô địch        | Giải vô địch | Giải vô địch | Cúp     | Cúp       | Cúp Liên đoàn | Cúp Liên đoàn | Khác    | Khác      | Tổng cộng | Tổng cộng |
| Câu lạc bộ          | Mùa giải            | Hạng đấu            | Số trận      | Bàn thắng    | Số trận | Bàn thắng | Số trận       | Bàn thắng     | Số trận | Bàn thắng | Số trận   | Bàn thắng |
| ------------------- | ------------------- | ------------------- | ------------ | ------------ | ------- | --------- | ------------- | ------------- | ------- | --------- | --------- | --------- |
| Ekenäs IF           | 2013                | Kakkonen            | 26           | 1            |         |           |               |               | –       | –         | 26        | 1         |
| TPS                 | 2014                | Veikkausliiga       | 28           | 1            | 1       | 0         | 1             | 0             | –       | –         | 30        | 1         |
| Start               | 2015                | Tippeligaen         | 22           | 0            | 1       | 0         | –             | –             | 2       | 1         | 25        | 1         |
| Start               | 2016                | Tippeligaen         | 19           | 1            | 3       | 0         | –             | –             | –       | –         | 22        | 1         |
| Tổng cộng sự nghiệp | Tổng cộng sự nghiệp | Tổng cộng sự nghiệp | 95           | 3            | 5       | 0         | 1             | 0             | 2       | 1         | 103       | 4         |